# Sinclair Island (Namibia)
Sinclair('s) Island (selten auch Roastbeef Island) ist eine kleine Felseninsel im Südatlantik. Die Insel liegt in der Baker Bay, 2400 Meter südlich von Plumpudding Island, 220 Meter vom Festland der Diamantenküste Namibias entfernt.
Sinclair Island gehört zu den Penguin Islands und ist bekannt als Guanoinsel, da hier noch bis 1949 Guano abgebaut wurde. Eine Station auf der Ostseite der Insel zeugt noch von dieser Vergangenheit. Die Insel ist Teil des Meob-Chamais Meeresschutzgebietes, wobei in der näheren Umgebung intensiver Bergbau betrieben wird.